# مدیر ستاد مشترک
مدیر ستاد مشترک (انگلیسی: Director of the Joint Staff) یا مدیر ستاد مشترک نیروهای مسلح ایالات متحده آمریکا یک افسر سه ستاره است که به ستاد مشترک نیروهای مسلح ایالات متحده آمریکا، کابینه‌ای از افسران ارشد نظامی در نیروهای مسلح که به وزیر دفاع و رئیس‌جمهور در امور نظامی مشاوره می‌دهند، کمک می‌کند. این مدیر به رئیس ستاد مشترک نیروهای مسلح در مدیریت ستاد مشترک، همچنین مدیریت و سازماندهی اعضای ستاد کمک می‌کند. مدیر ستاد مشترک همچنین ریاست جلسات معاونان عملیات را برعهده دارد، یک نهاد فرعی متشکل از مدیر و یک نماینده سه ستاره از هر نیرو که مسائل را قبل از ارجاع به سطح چهار ستاره ستاد مشترک، بررسی یا حل می‌کنند.
مدیر ستاد مشترک توسط رئیس ستاد مشترک نیروهای مسلح، با مشورت سایر اعضای ستاد مشترک و منوط به تأیید وزیر دفاع انتخاب می‌شود. مانند تمام مناصب سه و چهار ستاره، انتصاب مدیر ستاد مشترک منوط به نامزدی رئیس‌جمهور و تأیید مجلس سنا است.
سمت مدیر ستاد مشترک یکی از مطلوب‌ترین سمت‌های سه ستاره در تشکیلات نظامی ایالات متحده محسوب می‌شود، زیرا این سمت از نظر تاریخی همواره به‌عنوان پله‌ای برای رسیدن به سمت چهار ستاره عمل کرده است. تا ژانویه ۲۰۲۴، شمار ۳۸ نفر از ۴۹ مدیر سابق و یک مدیر موقت، به رتبه چهار ستاره ارتقا یافته‌اند. بسیاری از آنها ظرف یک سال پس از ترک این سمت، به رتبه چهار ستاره ارتقا یافته‌اند.